# 奥迪A3
奥迪A3（Audi A3）是一款由德国汽车厂商奥迪生产的两箱和三厢汽车，在此基礎上發展出了奧迪S3和RS3。

## 發展歷史

### 第一代（8L，1996－2003）

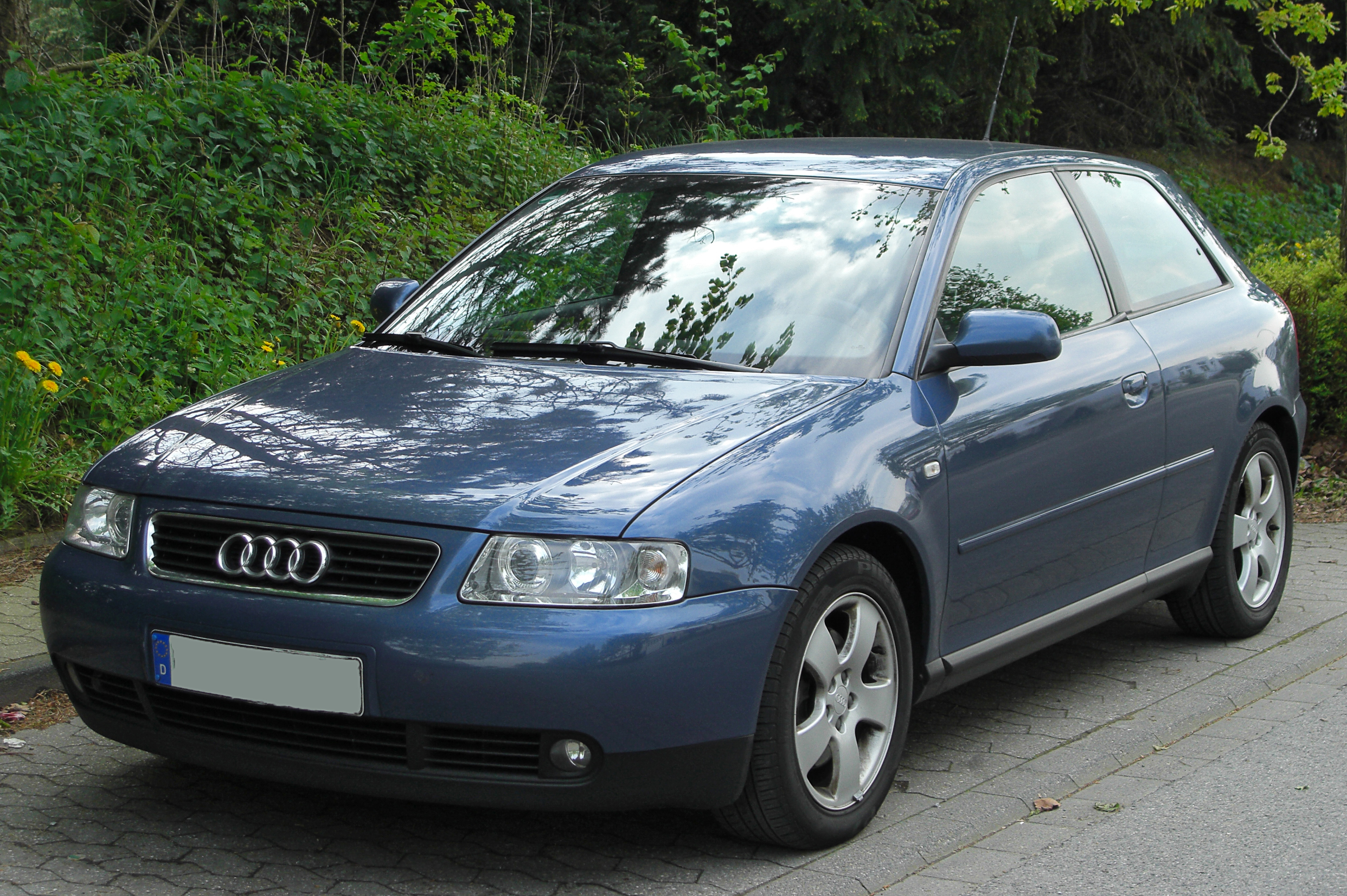
A3

1996年率先歐洲市場發售，主力是針對小型汽車市場，類似於歐寶、大眾以至雷諾、菲亞特等當家車型。第一代A3是與大眾高爾夫屬同一生產平台。
原本A3只有三門掀背版本，到1999年推出了五門掀背。

### S3（1999－2003）

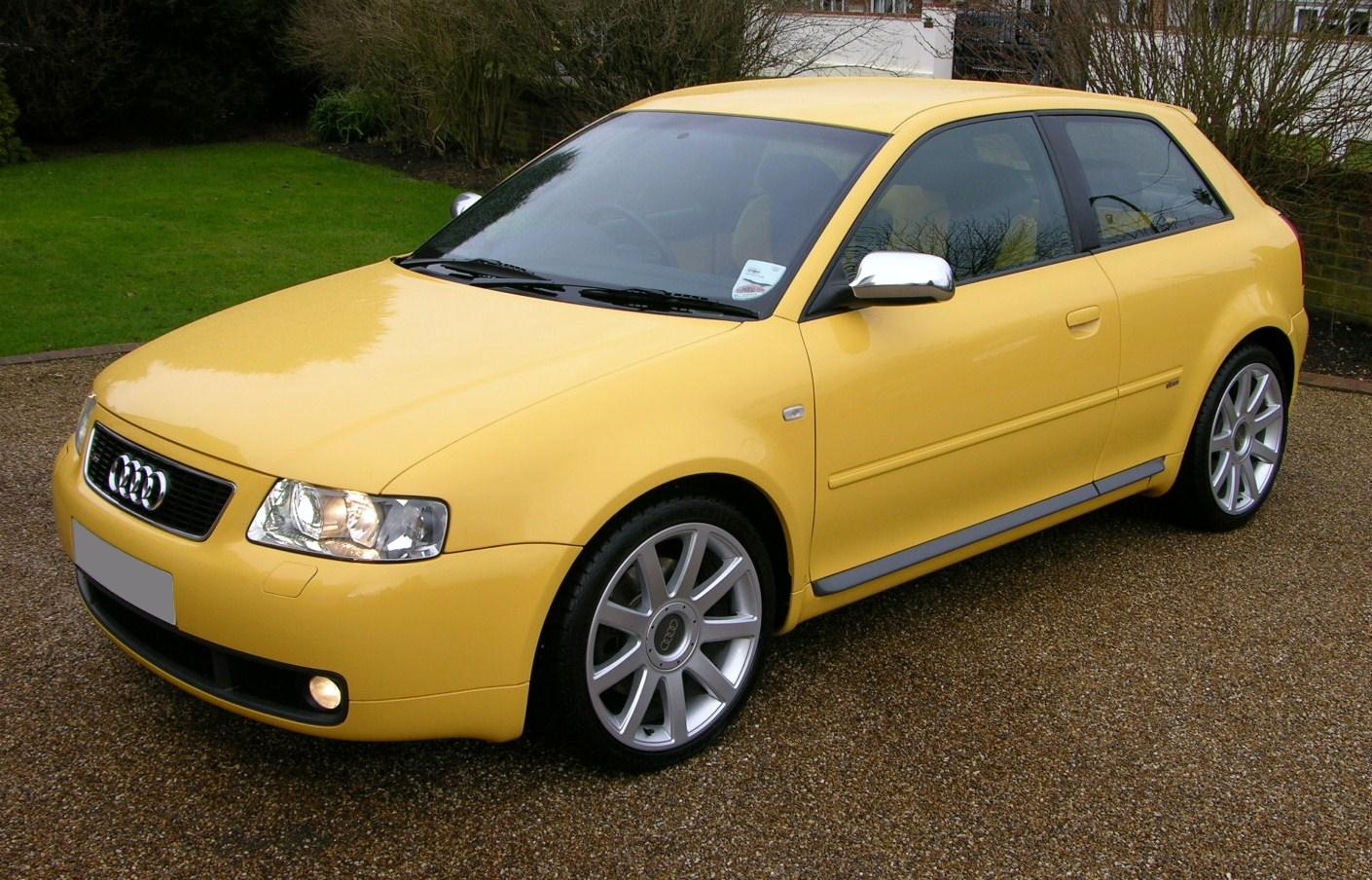
Audi S3 (facelift)

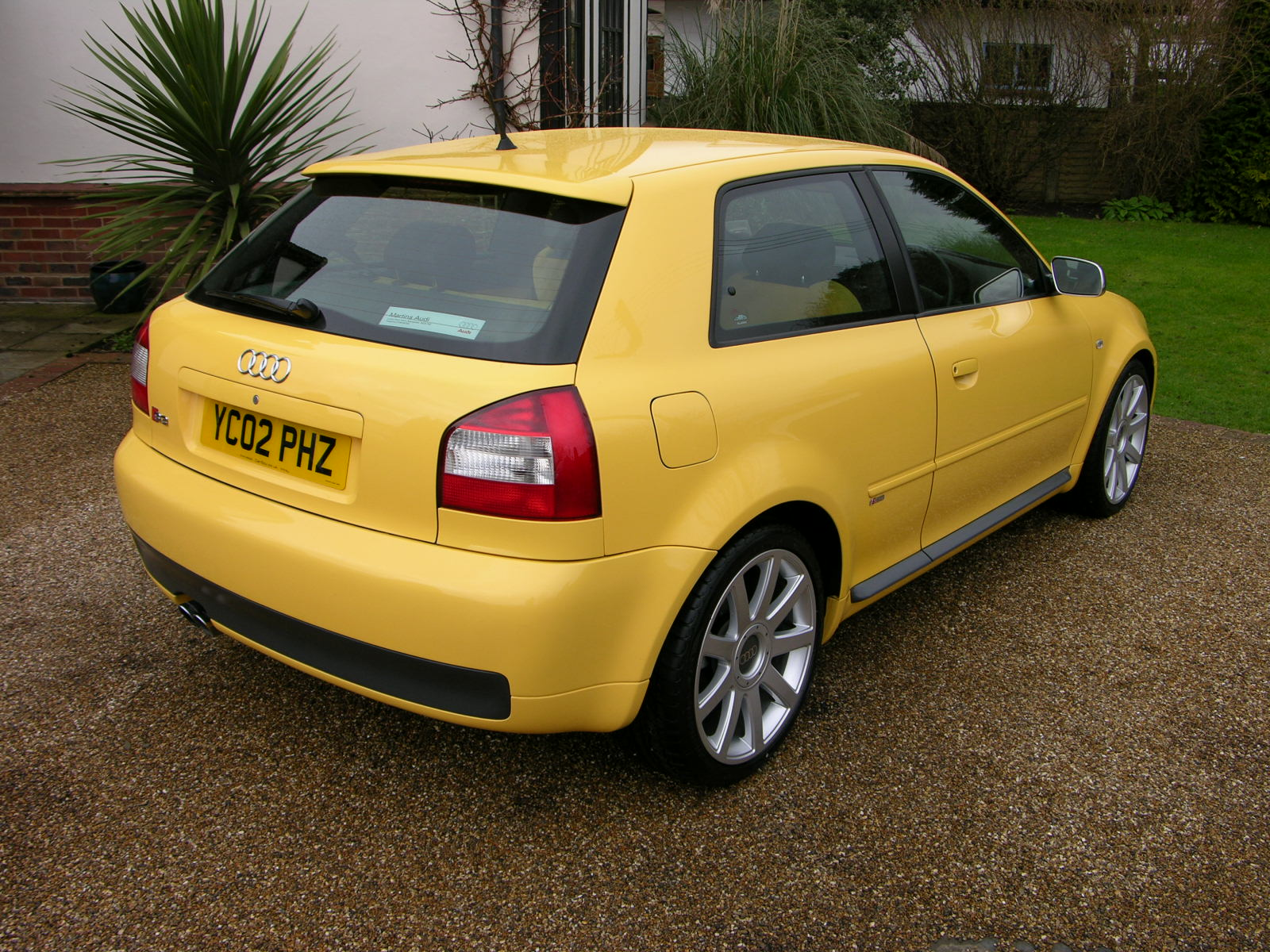
Audi S3 (facelift)

1999年奧迪發佈基於A3改版而成的S3。S3為四驅車，僅有三門，有兩種4缸20v 1.8 L 發動機，1999-2001年的發動機款式為210 PS（154 kW；207 hp），後期則為225 PS（165 kW；222 hp）。發動機最大扭矩280 N·m（210 ft·lbf）。

### 第二代（8P，2003－2012）

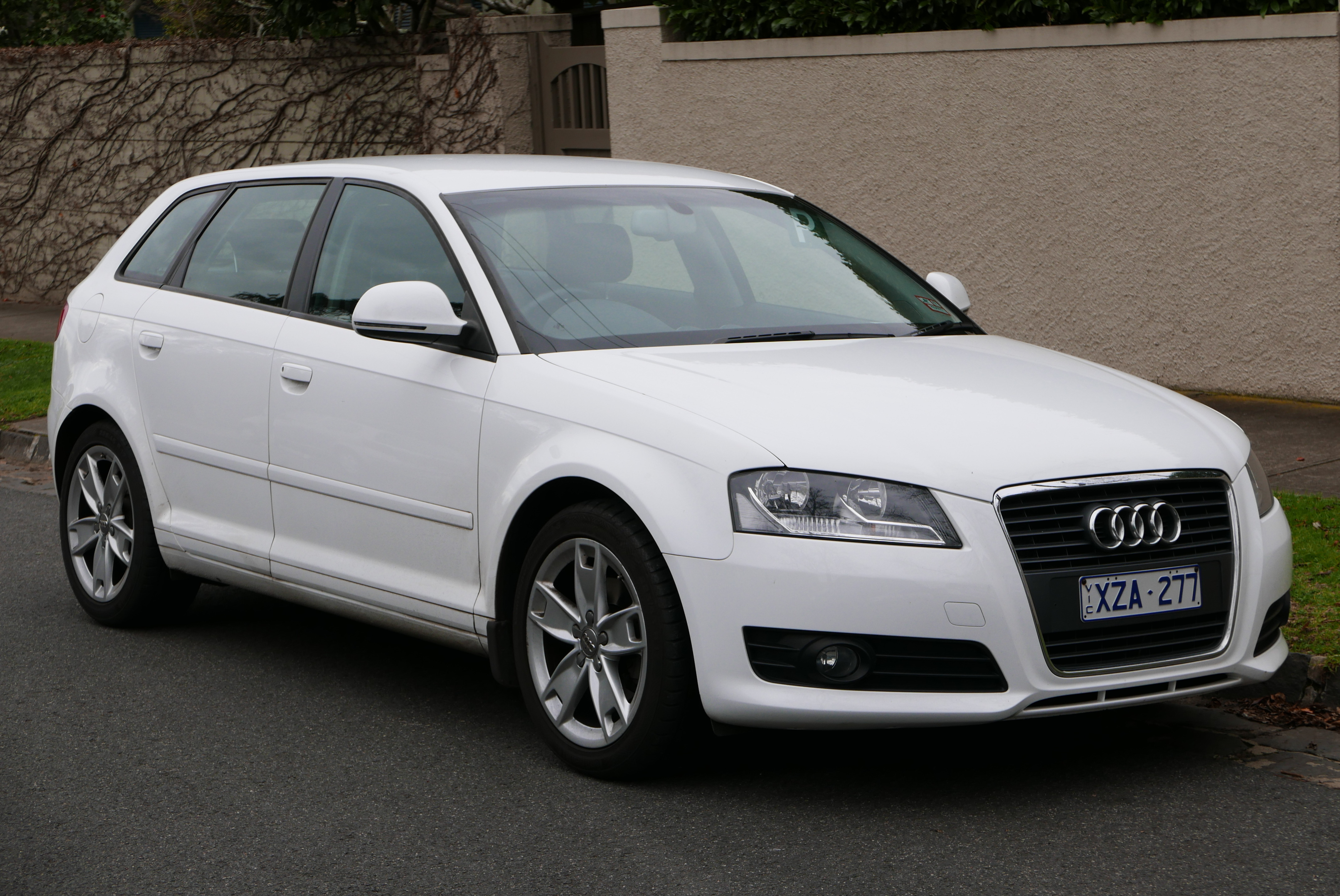
2010 Audi A3 (8PA MY10) 1.8 TFSI Ambition Sportback 5-door hatchback

2003年於瑞士日內瓦車展上宣告推出第二代A3。推出時仍是只有三門掀背；到2004年，再推出五門掀背。

#### 2008 Facelift 小改款
2008年奧迪對A3和S3進行了進一步改進，包括抬高車頭、修改車尾和格柵、新增晝行燈及共軌2.0 TDI引擎等。此外還引入了敞篷版和概念車Audi A3 TDI Clubsport quattro。2011-2012年出產過五氣缸掀背版的RS 3。
- 2008–2010 Audi A3 掀背版
- 2008–2010 Audi A3 掀背版
- 2008–2010 Audi A3 三門版
- 2008–2010 Audi A3 敞篷版
- 2010–2012 Audi A3 掀背版
- 2010–2012 Audi A3 掀背版
- 2010 Audi S3 掀背版
- 2010 Audi S3 掀背版
- 內飾
- Audi RS 3 掀背版
- Audi RS 3 掀背版

### 第三代（8V，2012－2020）

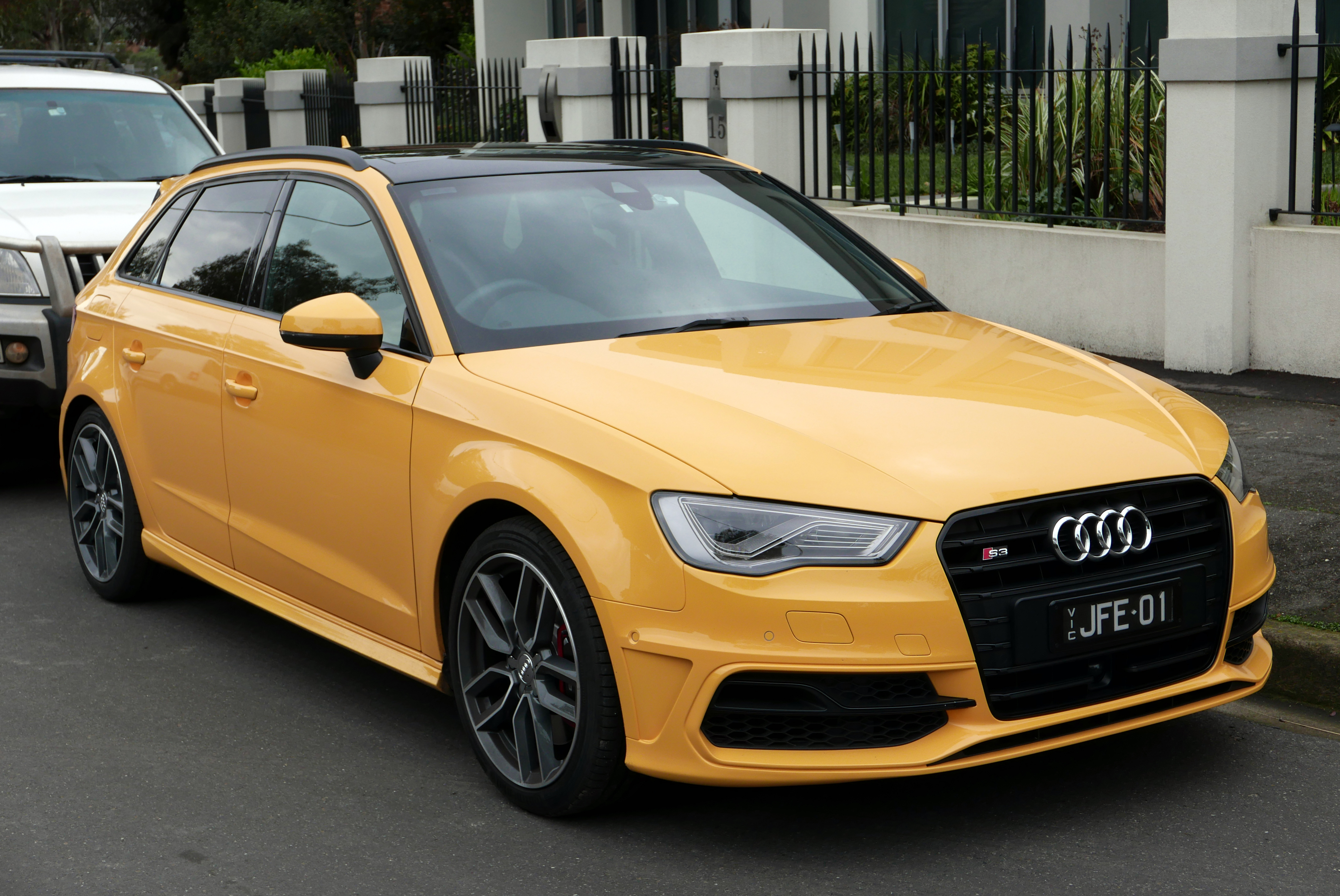
2014 Audi S3 (8V MY14) quattro Sportback 5-door hatchback

第三代是於2012年推出，除了有三門、五門掀背（Sportback）外，也有房車（Sedan）版本。

#### 中国市场

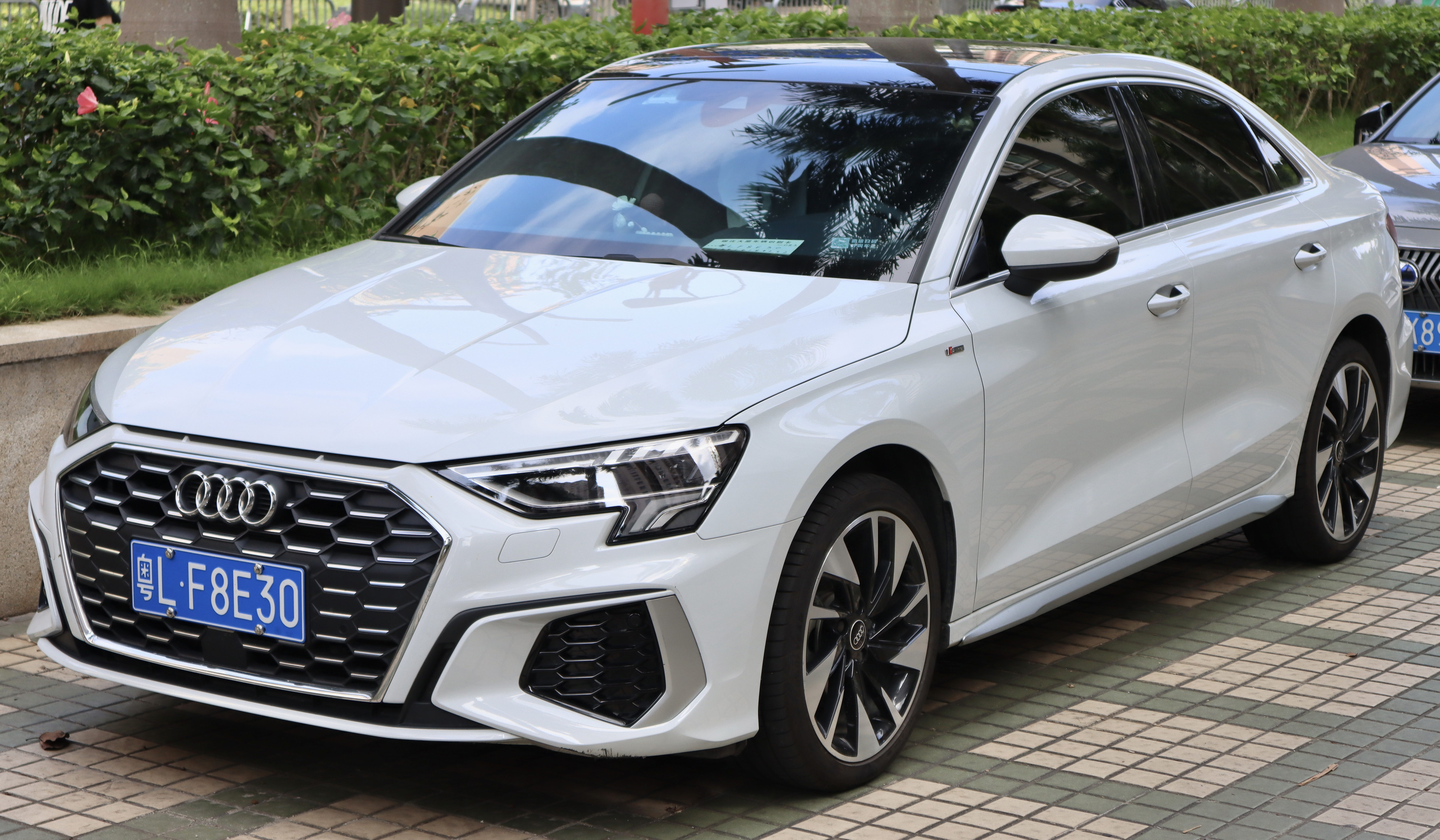
一汽奥迪A3L

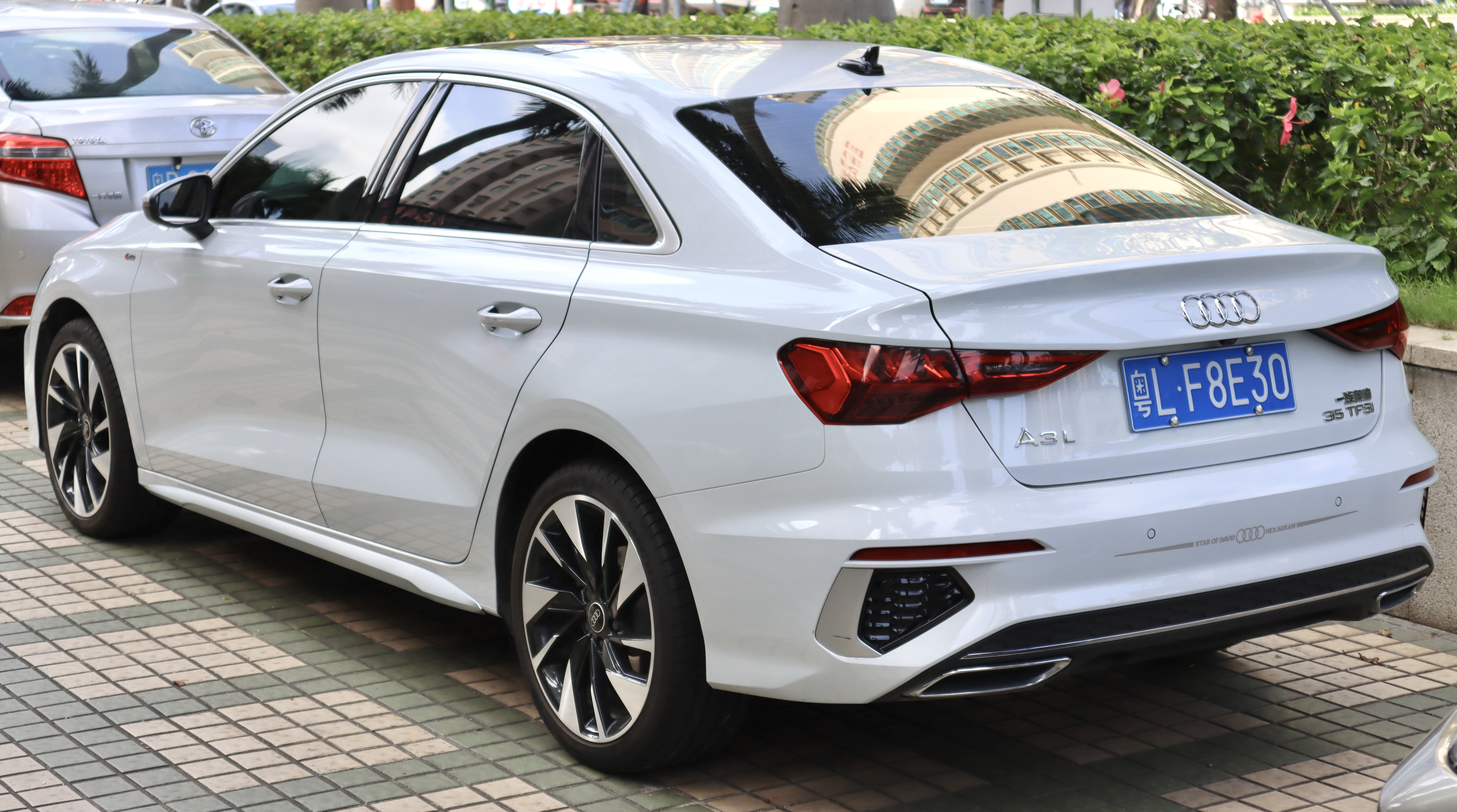
一汽奥迪A3L

2014年3月21日，奥迪A3作为一汽-大众汽车有限公司在华推出的第五款国产车型于上海正式上市发售，涵盖了国产两厢、进口两厢以及进口三厢在内的多款车型。后续增加了国产三厢车型。

### 第四代（8Y，2020－）
第四代奧迪A3於2020年3月3日以掀背車Sportback車型亮相，四門轎車Saloon車型隨後於2020年4月21日亮相。
全新的外觀和內裝造型深受蘭博基尼的啟發，採用LED大燈和尾燈，並可選配矩陣式LED大燈。它與其他奧迪車型以及 Volkswagen Golf Mk8、SEAT Leon Mk4 和 Škoda Octavia Mk4 共享 MQB evo 平台。

#### 中国市场
2020年广州车展中，经过加长的国产奥迪A3L Limousine首次亮相，并于2021年1月7日正式发售。